# Euplectes capensis
El obispo culigualdo (Euplectes capensis) es una especie de ave paseriforme de la familia Ploceidae propia del África subsahariana.

## Descripción

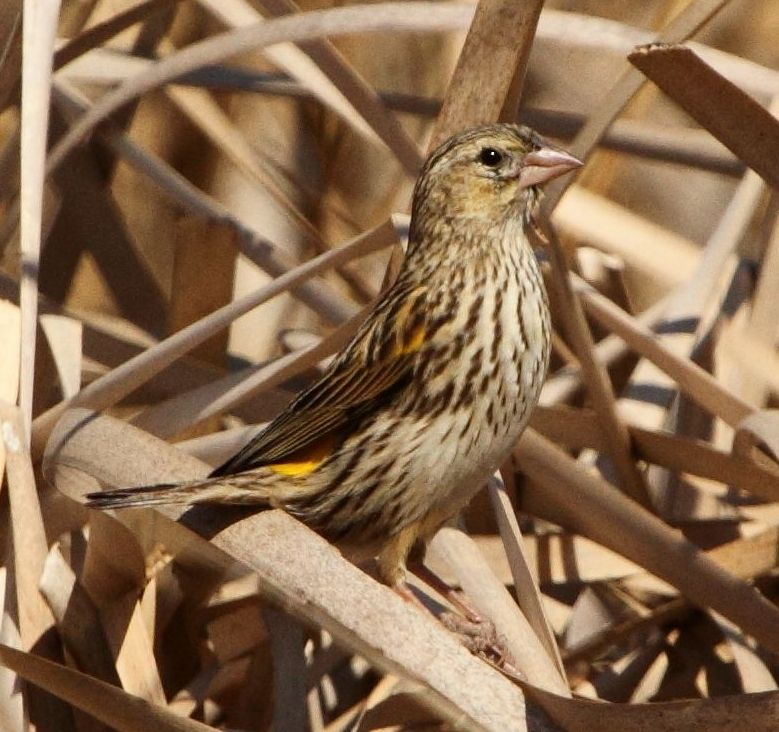
Hembra en KwaZulu-Natal.

El obispo culigualdo es un pájaro robusto de 15 cm de largo. El macho en plumaje reproductivo tiene el plumaje negro, salvo en su espalda, obispillo y sendas manchas en los hombros que son de color amarillo intenso, además de los bordes castaños de las plumas de vuelo de las alas. Presenta un copete pequeño, un pico cónico grueso negro, y una cola relativamente corta El tamaño del pico varía mucho entre subespecies.
En el plumaje no reproductivo del macho, el negro se sustituye por un marrón claro con un veteado oscuro muy denso, y su pico se vuelve claro. Permanece el amarillo de los hombros y el obispillo, lo que le diferencia de las hembras que carecen de estas manchas coloridas. Los juveniles y las hembras son muy difíciles de diferenciar en el terreno.

## Distribución y hábitat
Se encuentra en hábitats semiáridos del África subsahariana, como las sabanas, fynbos, herbazales y matorrales de montaña, especialmente distribuido por África oriental y austral.

## Comportamiento
En la época de cría generalmente se encuentran en solitario o en pareja, pero fuera de la época de cría los obispos culiamarillos son gregarios, y a menudo forman bandadas con otros obispos. Se alimentan de semillas y algunos insectos.